# Киснева станція
Киснева станція — художній фільм про дисидента і політика Мустафу Джемілєва. Орієнтовна прем'єра — осінь 2022 року.
Це — новий проєкт від творців стрічки "Іловайськ 2014. Батальйон «Донбас», режисера Івана Тимченко та сценариста Михайла Бриних.
Оператор — Томас Стоковскі, композитор — Джун Міяке, який працював над музикою до фільмів Віма Вендерса та Олівера Стоуна.
У фільмі йдеться про події літа 1980-го року. Мустафа Джемілєв відбуває чотирирічне заслання у якутському селищі Зирянка, де працює на кисневій станції. Щодня він наповнює киснем іржаві балони й котить їх на причал. Це монотонна та виснажлива робота, і в ній він уподібнюється до міфологічного Сізіфа.

## Створення
Кінопроєкт став переможцем 14-го конкурсного відбору Держкіно. Загальний бюджет — 32,3 млн грн, орієнтовний обсяг державної підтримки — 17,8 млн грн.
Знімальний процес заплановано завершити до осені 2021 року, а участь у фестивалях фільму розпочнеться навесні 2022. Українські глядачі побачать «Кисневу станцію» наприкінці 2022 року.

## У ролях
- Борис Орлов[2],
- Христина Дейлик,
- Віктор Полторацький,
- Василь Кухарський,
- Едем Ібадуллаєв та інші.